# Земляника восточная
Земляни́ка восто́чная (лат. Fragária orientális) — вид растений рода Земляника семейства Розовые (Rosaceae).

## Ботаническое и экология
Растение распространено в лесной и лесостепной зонах в Восточной Сибири, Западной Сибири, Маньчжурии, Монголии, Корее, на Алтае и Дальнем Востоке.
Земляника восточная растёт на опушках, в лесах, на лесных полянах.

## Биологическое описание
Многолетнее травянистое растение.

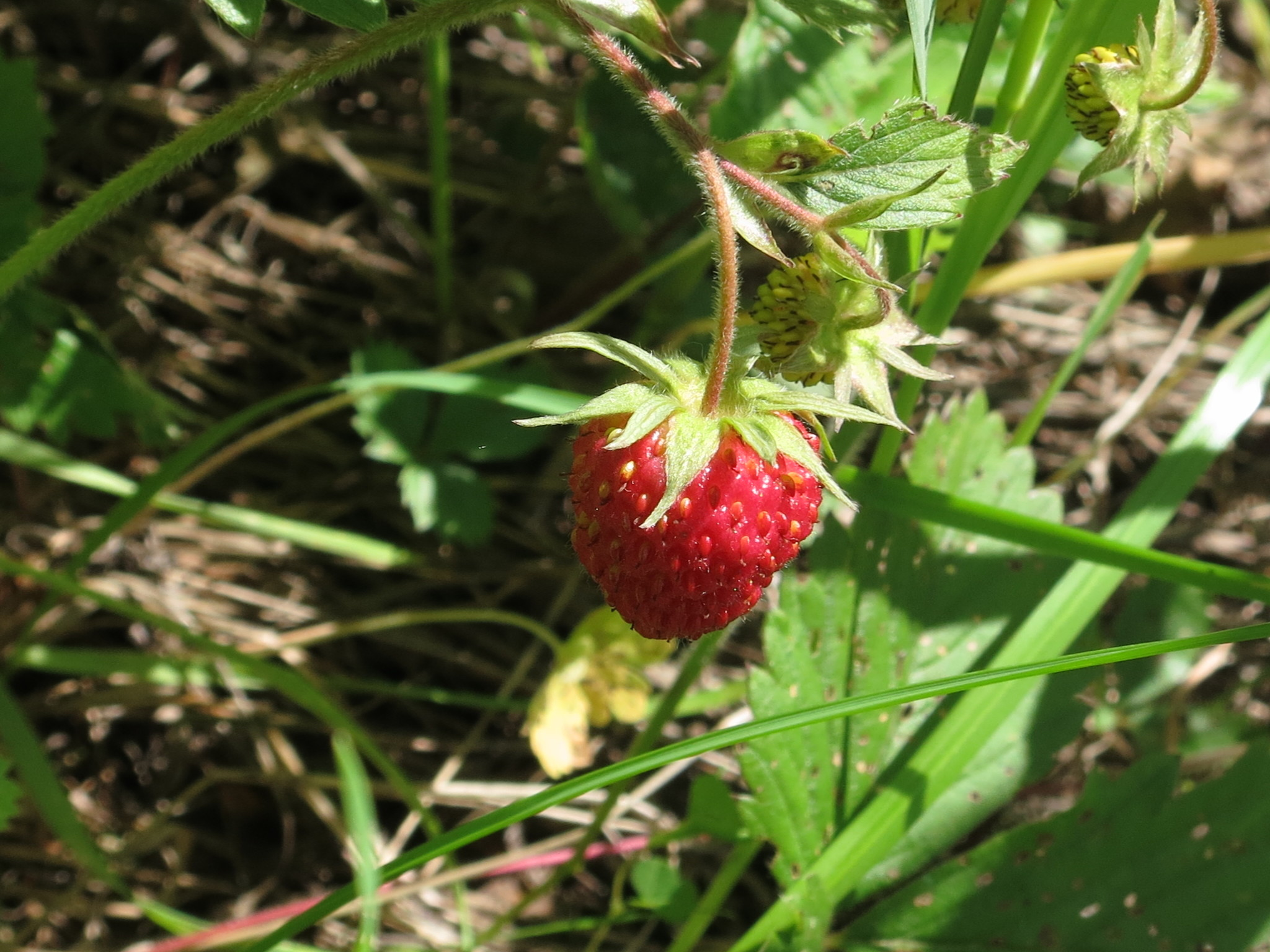
Многоорешек

Прикорневые листья тройчатосложные, яйцевидно-ромбические с 6—9 надрезанными зубцами (конечные зубцы длиннее), густо покрыты оттопыренными волосками длинночерешковые. Сверху листьев опушенность незначительная, снизу густые прижатые волоски.
Стебли прямостоячие высотой 10—30 см, густо покрыт оттопыренными волосками. побеги («усы») длинные или вовсе отсутствуют.
Цветки 1,5—3 см в диаметре, обоеполые, собранные в соцветия в количестве 2—7. В основании соцветия часто встречается крупный лист. Цветоножки толстые, покрыты отклонёнными вниз волосками. Чашелистики короче лепестков, при плодах расположены горизонтально или отгибаются вниз. Цветение в мае.
Плод — многоорешек, образующийся из разрастающегося, сросшегося с чашечкой цветоложа, в мякоть которого глубоко погружены мелкие орешки. Округлой или конической формы, при созревании — равномерно красный. Плодоношение в июле.
По числу хромосом (по данным СО РАН): диплоид (2n = 14).

## Химический состав
В листьях содержится 120—180 мг % аскорбиновой кислоты.
Плоды содержат 87,6 % и 12,36 % сухого остатка. Сухой остаток содержит на 0,88 % из золы и 2,91 % клетчатки, общее количество сахаров 5,20 %, протеина 0,81 %. Общая кислотность 1,98 %, летучих кислот 0,58 %.

## Хозяйственное значение и применение
Ягоды съедобны. Употребляются в пищу в свежем виде, а также собираются для изготовления варенья и кондитерских изделий.
Изредка поедается пятнистыми оленями. Плохо переносит выпас. По наблюдениям в Хакасии удовлетворительно поедалась овцами, по другим данным почти не поедалась.
Земляника восточная изображена на почтовой марке Монголии 1987 года стоимостью 1,20 ₮.

### В культуре
Используется в селекции для увеличения сортимента земляник путём гибридизации с европейскими сортами.

## Таксономия
Вид Земляника восточная входит в род Земляника подсемейства Rosoideae семейства Розовые (Rosaceae) порядка Розоцветные (Rosales).
|  |                                      |  |                                                               |                                                               |                   |  | ещё 8 семейств (согласно Системе APG II) | ещё 8 семейств (согласно Системе APG II)     |                                              |  |  |  | ещё 39 родов       | ещё 39 родов            |  |  |
|  |                                      |  |                                                               |                                                               |                   |  | ещё 8 семейств (согласно Системе APG II) | ещё 8 семейств (согласно Системе APG II)     |                                              |  |  |  | ещё 39 родов       | ещё 39 родов            |  |  |
|  |                                      |  |                                                               | порядок Розоцветные                                           |                   |  |                                          |                                              | подсемейство Rosoideae                       |  |  |  |                    | вид Земляника восточная |  |  |
|  |                                      |  |                                                               | порядок Розоцветные                                           |                   |  |                                          |                                              | подсемейство Rosoideae                       |  |  |  |                    | вид Земляника восточная |  |  |
|  | отдел Цветковые, или Покрытосеменные |  |                                                               |                                                               | семейство Розовые |  |                                          |                                              | род Земляника                                |  |  |  |                    |                         |  |  |
|  | отдел Цветковые, или Покрытосеменные |  |                                                               |                                                               |                   |  |                                          |                                              |                                              |  |  |  |                    |                         |  |  |
|  |                                      |  | ещё 127 порядков цветковых растений (согласно Системе APG II) | ещё 127 порядков цветковых растений (согласно Системе APG II) |                   |  |                                          | ещё 3 подсемейства (согласно Системе APG II) | ещё 3 подсемейства (согласно Системе APG II) |  |  |  | ещё 19 —- 99 видов |                         |  |  |
|  |                                      |  |                                                               | ещё 127 порядков цветковых растений (согласно Системе APG II) |                   |  |                                          |                                              | ещё 3 подсемейства (согласно Системе APG II) |  |  |  |                    |                         |  |  |